# 达姆弗洛斯
达姆弗洛斯是德国莱茵兰-普法尔茨州的一个市镇。总面积5.31平方公里，总人口622人，其中男性300人，女性322人（2011年12月31日），人口密度117人/平方公里。